# Água (canção de Claudia Leitte)
"Água" é uma canção da cantora brasileira Claudia Leitte. A canção serve como o quarto single do seu segundo álbum As Máscaras (2010). Foi lançada oficialmente nas rádios em 3 de dezembro de 2010.
A canção foi escolhida como single após Leitte abrir uma enquete em seu site oficial para os fãs escolherem entre "Água" e "Xô Pirua".

## Recepção da crítica
Mauro Ferreira do Notas Musicais disse, positivamente, que: "Água parece ser o hit em potencial pela pulsação quente e pelo flerte ligeiro com o kuduro, ritmo africano."

## Videoclipe
O videoclipe da canção tem direção de Pico Garcez e foi gravado entre os dias 16 de novembro a 19 de novembro na Cidade Baixa, em Salvador, onde mostra Claudia Leitte de biquini pela praia da cidade. O video será lançado no dia 31 de dezembro de 2010 em um hotsite especial em seu site oficial. As cenas do clipe foram rodadas em Salvador, na Bahia, em pontos turísticos da cidade como a Ribeira, na Cidade Baixa, a Avenida Contorno e a Marina, onde Claudia Leitte comandou o Ano-Novo.

## Desempenho nas paradas

### Posições
| Parada (2010)                                      | Melhor posição |
| -------------------------------------------------- | -------------- |
| Billboard Brasil Hot 100                           | 12             |
| Billboard Brasil Hot Popular Songs                 | 27             |
| Billboard Brasil Regional Rio de Janeiro Hot Songs | 1              |
| Billboard Brasil Regional Salvador Hot Songs       | 2              |

### Parada de fim de ano
| Tabela Musical (2011) | Melhor posição |
| --------------------- | -------------- |
| Top 100 Anual         | 92             |

### Parada de fim de década
| Tabela Musical (2010-2019) | Melhor posição |
| -------------------------- | -------------- |
| Youtube Music              | 49             |